# CDC 8600
CDC 8600 je zadnje superračunalo koje je dizajnirao Seymour Cray dok je još radio za tvrtku Control data Corporation. Nasljednik je računala CDC 6600 i CDC 7600, a računalo je trebalo biti deset puta brže od CDC 7600. Povećanje brzine za deset puta s obzirom na prethodno računalo Cray je pokušavao postići sa svakim novim račualom. 
Razvoj računala započeo je 1968., ali je CDC 1971. zapao u financijske teškoće i Cray napušta tvrtku 1972. Razvoj računala zaustavljen je 1974. i tvrtka CDC usmjerava svoje napore na računalo CDC STAR-100.

## Vanjske poveznice
- CDC 8600 - Osnove sustava CDC 8600